# Whiskey Tango Foxtrot
Whiskey Tango Foxtrot ist ein US-amerikanischer Kriegsfilm aus dem Jahr 2016. Er basiert auf den Memoiren The Taliban Shuffle von Kim Barker und thematisiert die Berichterstattung im Afghanistankrieg auf humoristische Weise. In der Hauptrolle ist Tina Fey und in den Nebenrollen sind Margot Robbie, Martin Freeman und Billy Bob Thornton zu sehen. Der Filmtitel steht für den umgangssprachlichen Begriff „WTF“ („What the fuck“; zu Deutsch etwa: „Was zum Teufel …“) bei Anwendung der internationalen Militär-Buchstabiertafel. Premiere hatte der Film am 1. März 2016 in New York City. In Deutschland erschien er am 2. Juni 2016.

## Handlung
Als der Irakkrieg ausbricht, werden alle erfahrenen Kriegsberichterstatter aus Afghanistan abgezogen und in den Irak geschickt. Als eine der wenigen übrigen ohne Kinder und Ehemann soll Kim Baker die neue Reporterin in Kabul werden. Da es mit ihrem festen Freund nicht sehr gut läuft und ihr Bürojob sie langweilt, stimmt sie zu.
Vor Ort stellt sie jedoch fest, dass der Alltag anders abläuft, als sie ihn sich vorgestellt hat. Tanya Vanderpoel, Iain MacKelpie und andere Kollegen verbringen einen Großteil ihrer Zeit mit Alkohol, Drogen und Sex. Zu Beginn versucht Kim, davon Abstand zu halten, und befragt mehrere amerikanische Soldaten nach deren Ansicht zum Afghanistan-Krieg. Unter anderem schafft es ein Beitrag über einen Marine auf Sendung, der behauptet, dass in diesem Einsatz so wenig los ist, dass er seine Waffen nicht mehr nachlädt, da die Wahrscheinlichkeit höher ist, sich selbst mit der geladenen Waffe zu verletzen als durch die Taliban zu sterben.
Durch ihren Eifer erhält sie die Möglichkeit, den designierten Justizminister Ali Massoud Sadiq zu interviewen. Dieser ist von ihr sehr angetan und versucht von nun an, immer wieder sexuelle Offerten zu unterbreiten, die sie jedoch ablehnt. Nachdem das Interview mit Sadiq, wie die meisten anderen Beiträge von Kim, nicht ausgestrahlt wird, ist sie zunehmend frustriert und lässt sich auf diverse Saufgelage mit ihren Kollegen ein. Als sie herausfindet, dass ihr Freund sie betrügt, entscheidet sie sich dafür, länger in Afghanistan zu bleiben, und beginnt eine Affäre mit Iain MacKelpie.
Durch eine riskante Vorgehensweise schafft es Tanya, Videoaufnahmen eines Drohnenangriffs, bei dem sie selbst verletzt wurde, zu veröffentlichen. Dadurch geraten Kim und Tanya in einen Streit. Kim wirft Tanya vor, dass sie alles machen würde für eine gute Story, während Tanya Kim als scheinheilig beschimpft und ihr erzählt, dass der Marine, den sie interviewte, wegen seiner Aussagen nach Helmand strafversetzt wurde und dort durch eine IED beide Beine verlor.
Kim beschließt daraufhin, nicht länger in Afghanistan zu bleiben, und will sich mit ihrem mittlerweile neuen Freund Iain in Glasgow treffen. Dieser erhält jedoch kurz vor seinem Flug nach Glasgow die Möglichkeit, einer wichtigen Story nachzugehen. Auf dem Weg über einen Gebirgspass wird er jedoch entführt, was Kim dazu bringt, nochmals nach Afghanistan zu fliegen, um Iain zu helfen. Sie bringt Sadiq dazu, ihr Informationen zum Aufenthaltsort Iains zu besorgen, spielt diese General Hollanek zu und überredet ihn, dass ein Kamerateam die Rettungsmission begleiten darf. Das so entstandene Bildmaterial nutzt sie, um endgültig aus Kabul herauszukommen und eine Stelle in Washington, D.C. zu erlangen.
In den USA angekommen, besucht Kim den Marine, der aufgrund ihres Interviews versetzt wurde und beide Beine verlor. Zu ihrer Überraschung gibt dieser Kim nicht die Schuld an seiner Verstümmelung.

## Rezeption
WTF bekam überwiegend positive Kritiken. Nach Angaben der Filmwebseite Rotten Tomatoes beurteilten 68 % der Filmkritiker den Film positiv, basierend auf 211 Kritiken.

“The film offers a fresh look at the adrenaline-laced lifestyle of war correspondents and a timely criticism of TV news. And it delivers some laughs, too.”

„Der Film bietet einen frischen Blick auf den mit Adrenalin getränkten Lebensstil von Kriegsberichterstattern und eine zeitgemäße Kritik an Nachrichtensendungen. Außerdem bietet er auch noch ein paar Lacher.“

„Ein frischer, intelligenter, bissiger Blick auf den Beruf des Kriegsreporters, bei dem ‚Saturday Night Live‘-Ikone Tina Fey zeigt, dass sie nicht nur Comedy beherrscht.“

„Nicht übel, aber der Ton ist uneinheitlich, auch weil sich der realistisch gezeigte Krieg vor die humorigen Ansätze schiebt und diese oft deplatziert wirken. Nur bedingt gelungen.“